# Плёу, Арилль
Арилль Плёу (норв. Arild Plau; 10 июля 1920 — 27 октября 2005) — норвежский композитор и фаготист.
В предвоенные годы учился в Консерватории Осло как пианист, одновременно играя в городских ресторанах. Во время Второй мировой войны подвергся полуторагодичному тюремному заключению, после которого отказался от фортепиано и начал учиться композиции и игре на фаготе. С 1947 г. первый фагот Норвежской оперы. В 1962—1980 гг. руководитель и фаготист Духового квинтета Осло.
Композиторское наследие Плёу включает преимущественно камерные сочинения, в том числе струнные и духовые квартеты. Наиболее известен его Концерт для тубы и струнных (1990) — по мнению рецензента, «заслуживающий попадания в репертуар любого виртуоза тубы».
Дочь Плёу — норвежская актриса и писательница Хильде София Плёу (род. 1949).